# مدیاستن
میان‌سینه، مدیاستینوم (به انگلیسی: Mediastinum) یا مدیاستن (به فرانسوی: Médiastin) که گاهی با نام میان‌پرده نیز شناخته می‌شود، حفرهٔ مرکزی قفسه سینه است که از جلو به استخوان جناغ سینه، از پشت به ستون مهره‌ها و از دو سو توسط شش‌ها محدود شده‌است و دارای دو بخش فوقانی که بالای برون‌شامه قلب یا پریکارد قرار گرفته و یک قسمت زیرین برون‌شامه است که خود به سه قسمت قدامی، میانی و خلفی تقسیم می‌شود. تمام اندام‌های قفسه سینه به‌جز ریه‌ها در درون میان‌سینه قرار دارند.

## کالبدشناسی

### محتویات طبیعی میان‌سینه قدامی
(۱) غده تیموس
(۲) شریان سینه ای داخلی
(۳) ورید سینه ای داخلی
(۴) غدد لنفاوی پارااسترنال
(۵) چربی

### محتویات طبیعی میان‌سینه میانی
(۱) پریکارد قلب (۲) آئورت صعودی و عرضی
(۳) بزرگ سیاهرگ زبرین و بزرگ‌سیاهرگ زیرین (۴) شریان و ورید براکیوسفالیک
(۵) عصب فرنیک و واگ (۶) تراشه
(۷) نایژه‌های اصلی و عروق اصلی ریوی

### محتویات طبیعی میان‌سینه خلفی
(۱) آئورت نزولی (۲) مری
(۳) مجرای سینه‌ای (۴) وریدهای آزیگوس و همی آزیگوس
(۵) غدد لنفاوی

## توده‌های میان‌سینه
با توجه به انواع بافت‌های موجود در این ناحیه، انواع مختلف روندهای پاتولوژی در آن اتفاق می‌افتدو طیف گسترده‌ای از تغییرهای نئوپلاستیک غیرنئوپلاستیک می‌توانند موجب ایجاد توده‌های میان‌سینه شوند.
به‌طور کلی توده‌های میان‌سینه به سه دسته عمدهٔ توده‌های التهابی، کیست‌ها و تومورها تقسیم می‌شوند و تشخیص‌های افتراقی این توده‌ها بر حسب نوع کمپارتمان و عناصر موجود در هر کمپارتمان، محدود می‌شوند.
شایع‌ترین توده‌های میان‌سینه قدامی شامل تیموم، لنفوم و توده‌های ژرم سل است. گاهی بک توده ایزوله میان‌سینه بدون درگیری پارانشیم ریه، تظاهر ناشایعی از توبرکلوز است.
در میان‌سینه میانی تومورهای ژرم سل و کیست‌ها شایع‌ترند. در مدیاستن خلفی تومورهای نوروژنیک از علل شایع ایجاد توده می‌باشند.
شایع‌ترین ناحیه برای ایجاد تومورهای میان‌سینه با توجه به سن بیمار متفاوت است. در کودکان توده‌ها در میان‌سینه خلفی شایع‌تر بوده و معمولاً خوش‌خیم هستند. در بالغان توده‌ها بیشتر در مدیاستن قدامی ایجادشده و معمولاً بدخیم یا (سرطانی) هستند و در سنین ۵۰–۳۰ سال شایع‌ترند.
- به عفونت میان‌سینه، التهاب میان‌سینه یا مدیاستینیت گفته می‌شود.